# 王崇文 (南唐)
王崇文（?—?），字光福，杨吴、南唐官员。王绾的儿子。
王崇文为人儒雅，博览经史。他是徐温的女婿，出任歙州刺史、合州刺史。他使庐陵不再好斗争讼。转任百胜军节度使。945年十月，南唐平定建州，唐帝李璟任命王崇文为永安军节度使。王崇文为政宽宏、简约，建州百姓于是安定。946年八月，福州之乱，李璟命王崇文为东南面都招讨使，命漳泉安抚使、谏议大夫魏岑为东面监军使，冯延鲁为南面监军使，合兵进攻福州，攻克福州的外城。李弘义固守第二道城墙。当时唐军中虽以王崇文为元帅，但陈觉、冯延鲁、魏岑三人争着主事，留从效、王建封二人不听命令，各抢功劳，进退行动互不照应。于是将士人心涣散，福州久攻不下。947年三月，吴越国援助福州的军队，大败南唐军。王崇文率领三百名亲兵顽强抵抗，各路军马在王崇文后面布阵，追击的吴越兵才退却。李璟没有怪罪王崇文，改镇庐州德胜军节度使。入朝为神武侍御统军，改镇鄂州。在武昌，在鞠城阅兵，旁边的古屋数十间崩坏，王崇文处理得当，不失常度。后主李煜即位后，多次上疏陈说朝政，有人劝他少说，王崇文却没有停止。李煜褒赏他，加中书令，没有任命王崇文去世。